# Breslau farkasfalka
A Breslau-farkasfalka a Kriegsmarine tengeralattjárókból álló második világháborús támadóegysége volt, amely összehangoltan tevékenykedett 1941. október 2. és 1941. október 29. között az Atlanti-óceánon, az Írországtól nyugatra, majd a Portugáliától északnyugatra-nyugatra, végül a Gibraltár környéki eső vizeken. A hat tengeralattjáró kilenc hajót süllyesztett el, egyet megrongált, ezek összesített vízkiszorítása 31 119 brt volt. A tengeralattjárók közül az U–204 elsüllyedt. A falka Wrocław német elnevezéséből kapta a nevét.
Az U–204-et 1941. október 19-én, az Inverlee nevű brit tanker elleni sikeres támadása után a Brit Királyi Haditengerészet két egysége, az HMS Mallow korvett és az HMS Rochester szlúp mélységi bombákkal elpusztította a Gibraltári-szorosban, Tanger közelében. A kapitány, Walter Kell és a teljes legénység, 45 tengerész meghalt.

## A farkasfalka tengeralattjárói
| A hajó száma | Parancsnoka         | Részvétel kezdete | Részvétel vége    |
| ------------ | ------------------- | ----------------- | ----------------- |
| U–71         | Walter Flachsenberg | 1941. október 2.  | 1941. október 29. |
| U–83         | Hans-Werner Kraus   | 1941. október 2.  | 1941. október 29. |
| U–204        | Walter Kell         | 1941. október 5.  | 1941. október 19. |
| U–206        | Herbert Opitz       | 1941. október 2.  | 1941. október 23. |
| U–563        | Klaus Bargsten      | 1941. október 4.  | 1941. október 29. |
| U–564        | Reinhard Suhren     | 1941. október 2.  | 1941. október 29. |

## Elsüllyesztett és megrongált hajók
| Dátum             | A búvárhajó száma | A hajó neve       | Nemzetisége        | Vízkiszorítása | Konvoj |
| ----------------- | ----------------- | ----------------- | ------------------ | -------------- | ------ |
| 1941. október 12. | U–83              | Corte Real        | Portugália         | 2044 brt       |        |
| 1941. október 14. | U–204             | Aingeru Guardakoa | Spanyolország      | 97 brt         |        |
| 1941. október 14. | U–206             | HMS Fleur de Lys* | Egyesült Királyság | 925 brt        | OG–75  |
| 1941. október 19. | U–206             | Baron Kelvin      | Egyesült Királyság | 3081 brt       |        |
| 1941. október 19. | U–204             | Inverlee          | Egyesült Királyság | 9158 brt       |        |
| 1941. október 24. | U–564             | Carsbreck         | Egyesült Királyság | 3670 brt       | HG–75  |
| 1941. október 24. | U–564             | Alhama            | Egyesült Királyság | 1352 brt       | HG–75  |
| 1941. október 24. | U–564             | Ariosto           | Egyesült Királyság | 2176 brt       | HG–75  |
| 1941. október 24. | U–563             | HMS Cossack*      | Egyesült Királyság | 1870 brt       | HG–75  |
| 1941. október 26. | U–83              | HMS Ariguani**    | Egyesült Királyság | 6746 brt       | HG–75  |

* Elsüllyesztett hadihajó

** Megrongált hadihajó